# 2MASS J01353586+1205216
2MASS J01353586+1205216 ist ein Brauner Zwerg im Sternbild Fische. Er wurde 2000 von J. Davy Kirkpatrick et al. entdeckt und gehört der Spektralklasse L1,5 an.